# Футуна (Вануату)
Футуна (англ. Futuna) — острів архіпелагу Нові Гебриди. Належить Вануату, входить до складу провінції Тафеа.

## Географія
Острів знаходиться в архіпелазі Нові Гебриди в Тихому океані. На захід лежить острів Танна, на північний захід — острів Аніва, на північний захід — острів Анейтьюм.
Футуна — найсхідніший острів Вануату. Він має вулканічне походження і являє собою вулканічний конус, оточений кораловим рифом. Береги Футуна обривисті, в центрі острова розташоване плато Татаву.
Вулкан, що становить основу Футуна, востаннє виявляв активність у плейстоцені, щонайменше 11 000 років тому. Найвища точка острова досягає 643 м.
Клімат на Футуна тропічний. Середньорічна кількість опадів перевищує 1500 мм. Острів схильний до циклонів та землетрусів.

## Історія
Острів Футуна, як і Аніва, був заселений полінезійцями з островів Тонга і Футуна (на захід від Самоа), який змішалися з вихідцями з сусіднього острова Танна.
Острів був відкритий 20 серпня 1774 року англійським мандрівником Джеймсом Куком, який назвав його «островом Іммерів».
У березні 1906 року Футуна, як і інші острови Нових Гебрид, стали спільним володінням Франції і Британії, тобто архіпелаг отримав статус англо-французького кондомініуму.
30 червня 1980 року Нові Гебриди отримали незалежність від Великої Британії і Франції, і Футуна став територією Республіки Вануату.

## Населення
Іноді острів називають «Західна Футуна», щоб відрізняти його від острова Футуна в складі островів Волліс Футуна. Незважаючи на те, що острів географічно розташований в межах Меланезії, його за культурними особливостями населення відносять до Полінезії.
У 2009 році чисельність населення Футуна становила 526 осіб. Основне заняття місцевих мешканців — натуральне сільське господарство. На острові діє аеропорт.
Острів розділений на десять округів: Іраро, Ітапапа, Ітапасесі, Матангі, Матовеї, Набао, Наріарі, Ракаороа, Серінао та Чинароа. Мешканці острова особливим стилем виконують християнські гімни, впроваджені місіонерами XIX століття.
Місцеве населення розмовляє мовою футуна-аніва (західно-футунська), що належать до футунських мов (які, в свою чергу, відносяться до ядерно-полінезійських).